# Уваров, Роман Витальевич
Рома́н Вита́льевич Ува́ров (род. 23 февраля 1997, Майкоп) — российский дизайнер одежды.

## Биография
Родился 23 февраля 1997 года в Майкопе.
После окончания школы в 2014 году переехал в Краснодар, поступил на факультет журналистики Кубанского университета, который закончил с отличием.
В 2016 году создал собственный бренд одежды RomaUvarovDesign.
В 2018 году впервые стал участником Mercedes-Benz Fashion Week, представив там свою осенне-зимнюю коллекцию. Весной того же года стал финалистом конкурса журнала Собака.ru «Новые имена в моде».
Роман является участником русской версии телепроекта «Подиум» на канале Пятница!.
В 2020 году вошёл в список самых перспективных россиян моложе 30 лет от издания Forbes.
Одежду его бренда носит Монеточка.

## Творчество
Уваров в интервью не раз отмечал, что не имеет дизайнерского образования и не умеет шить и кроить, и считает эти навыки не обязательными для работы дизайнера. Уваров поддерживает идею sustainable fashion, включая в свои коллекции элементы, выполненные из переработанных и использованных повторно материалов.
В своих ранних коллекциях он вдохновлялся русским провинциальным колоритом, вписывая знакомые соотечественникам предметы советского быта в новые контексты и переосмысляя их назначение. Например, в своей первой коллекции он представил сумку-грелку, а также свитшоты, сшитые из винтажных гобеленов.
После показа коллекции весна-лето 2019, который был посвящён болотному гламуру, Garage Magazine назвал Романа Уварова «самым странным российским дизайнером».
Переосмысление советского наследия было одной из центральных линий и для коллекции осень-зима 2019/2020, в которой Уваров обращается к эстетике застолья и играет на ностальгических чувствах зрителей.
В более поздних коллекциях Уваров отходит от заигрывания с провинциальным колоритом, утверждая, что его больше не существует. Коллекция весна-лето 2020 посвящена цыганской свадьбе, Уварова вдохновили фильмы Эмира Кустурицы «Время цыган» и «Чёрная кошка, белый кот».
После начала пандемии COVID-19 Уваров отказывается от формата модного показа, отдавая предпочтение другим способам презентации коллекций. Коллекция осень-зима 2020/2021 посвящена переосмыслению детской красоты и невинности. На создание коллекции весна-лето 2022 Уварова вдохновил гардероб персонажа Лизы Кудроу из сериала «Друзья».
Уваров также участвует в социальных и культурных проектах, например, благотворительный дроп, вся прибыль от продажи которого была передана фонду «Старость в радость», а также коллаборация с Российской государственной библиотекой.